# Promops
Promops é um gênero de morcegos da família Molossidae.

## Espécies
- Promops centralis Thomas, 1915
- Promops nasutus (Spix, 1823)